# Mister Universal Ambassador
Mister Universal Ambassador (tiếng Việt: Nam vương Đại sứ Hoàn vũ) là cuộc thi sắc đẹp nam giới được tổ chức lần đầu tại Surabaya, Indonesia vào ngày 11 tháng 11 năm 2015. Đương kim Mister Universal Ambassador là Josué Rodríguez đến từ Cộng hòa Dominica.

## Người giữ danh hiệu
| Lần thứ | Năm  | Ngày                 | Mister Universal Ambassador          | Á vương                             | Á vương                          | Á vương                                | Á vương                     | Á vương                   | Nơi tổ chức         | Số thí sinh | T.k.        |
| Lần thứ | Năm  | Ngày                 | Mister Universal Ambassador          | 1                                   | 2                                | 3                                      | 4                           | 5                         | Nơi tổ chức         | Số thí sinh | T.k.        |
| ------- | ---- | -------------------- | ------------------------------------ | ----------------------------------- | -------------------------------- | -------------------------------------- | --------------------------- | ------------------------- | ------------------- | ----------- | ----------- |
| 1       | 2015 | 11 tháng 11 năm 2015 | Christian Daniel · Puerto Rico       | Brett Murray Stratton · New Zealand | Izuchukwu Anoliefo · Nigeria     | Không trao giải                        | Không trao giải             | Không trao giải           | Surabaya, Indonesia | 19          | [ 1 ]       |
| 2       | 2016 | 30 tháng 9 năm 2016  | Aleksa Gavrilovic · Serbia           | Trương Ngọc Tình · Việt Nam         | Jesus Becerra Cerna · Perú       | Alejandro Martinez · Cộng hòa Dominica | Andrea Biondo · Philippines | Không trao giải           | Surabaya, Indonesia | 48          | [ 2 ]       |
| 3       | 2017 | 6 tháng 10 năm 2017  | Lương Gia Huy · Việt Nam             | Paul Guarnes · Philippines          | Johannes Leonidas · Thuỵ Điển    | Gilbert Pangalila · Indonesia          | Rohit Jakhar · Ấn Độ        | Không trao giải           | Makassar, Indonesia | 19          | [ 3 ] [ 4 ] |
| 4       | 2018 | 24 tháng 11 năm 2018 | George Reylor de Lumen · Philippines | Agung Wira Jaya · Indonesia         | Chitsanupong Soeksiri · Thái Lan | Không trao giải                        | Không trao giải             | Không trao giải           | Jaipur, Ấn Độ       | 18          | [ 5 ]       |
| 5       | 2019 | 12 tháng 11 năm 2019 | Josué Rodríguez · Cộng hòa Dominica  | Andreas Botaitis · Hy Lạp           | Sakarin Kotcha · Thái Lan        | Nasyrtur Gunbaev · Kyrgyzstan          | Nelson Caceres · Chile      | Aditya Sobari · Indonesia | Tokyo, Nhật Bản     | 14          |             |

## Các lần tổ chức Mister Universal Ambassador

### 2015
Mister Universal Ambassador 2015 là cuộc thi Mister Universal Ambassador lần thứ 1 được tổ chức tại Surabaya, Indonesia vào ngày 11 tháng 11 năm 2015. Có 19 thí sinh dự thi, Christian Daniel đến từ Puerto Rico đăng quang ngôi vị Mister Universal Ambassador.
Kết quả
| Hạng                             | Thí sinh |
| -------------------------------- | --- |
| Mister Universal Ambassador 2015 | - Puerto Rico — Christian Daniel |
| Á vương 1                        | - New Zealand — Brett Murray Stratton |
| Á vương 2                        | - Nigeria — Izuchukwu Anoliefo |
| Top 5                            | - Ấn Độ — Jagjeet Singh - Indonesia — Reinukky Abidharma                                                                                                  |
| Top 10                           | - Campuchia — Yith Meas Aussa - Myanmar — Nay Oo Kha - Panama — Eduardo Quintero - Philippines — Alexis Franchis Martinez - Thái Lan — Krichada Jampakaew |

Các giải thưởng
| Giải thưởng              | Thí sinh                            |
| ------------------------ | ----------------------------------- |
| Ambassador Africa        | - Liberia — Clarence Cooper         |
| Ambassador America       | - Panama — Eduardo Quintero         |
| Ambassador Asia          | - Myanmar — Nay Oo Kha              |
| Ambassador Europe        | - Denmark — Sy Lee                  |
| Ambassador Oceania       | - New Zealand — Brett Murray        |
| Mister Congeniality      | - Úc — Terence Delalande            |
| Mister Photogenic        | - Panama — Eduardo Quintero         |
| Mister Popularity        | - Campuchia — Yith Meas Aussa       |
| Best Catwalk             | - Pakistan — Bilawal Ali Cheema     |
| Best National Costume    | - Indonesia — Reinukky Abidharma    |
| Pool Hunk Model          | New Zealand - Brett Murray Stratton |
| Sport Competition        | Liberia - Clarence Cooper           |
| Paper Presentation       | New Zealand - Brett Murray Stratton |
| World Speech Competition | Nigeria - Izuchukwu Anoliefo        |
| Talent Show              | Cabo Verde - Daniel Graca           |
| Personality Interview    | Puerto Rico - Christian Daniel      |

Các thí sinh
| Quốc gia/vùng lãnh thổ | Thí sinh                 | Tuổi | Chiều cao (cm) | Quê quán          |
| ---------------------- | ------------------------ | ---- | -------------- | ----------------- |
| Ấn Độ                  | Jagjeet Singh            | 24   | 185            | New Delhi         |
| Cabo Verde             | Daniel Graca             | 29   | 180            | Praia             |
| Campuchia              | Yith Meas Aussa          | 22   | 176            | Phnom Penh        |
| Đan Mạch               | Sy Lee                   | 23   | 184            | Copenhagen        |
| Indonesia              | Reinukky Abidharma       | 21   | 183            | Ambon             |
| Lebanon                | Mrad Mouawad             | 29   | 182            | Beirut            |
| Liberia                | Clarence Cooper          | 26   | 180            | Monrovia          |
| Malaysia               | Mohd Yusuf Tonny         | 24   | 178            | Kuala Lumpur      |
| Myanmar                | Nay Oo Kha               | 18   | 190            | Yangon            |
| New Zealand            | Brett Murray Stratton    | 19   | 187            | Auckland          |
| Nigeria                | Izuchukwu Anoliefo       | 28   | 180            | Abuja             |
| Oman                   | Deepak Choudhary         | 29   | 180            | Muscat            |
| Pakistan               | Bilawal Ali Cheema       | 29   | 180            | Islamabad         |
| Panama                 | Eduardo Quintero         | 22   | 176            | Kota Panama       |
| Philippines            | Alexis Franchis Martinez | 24   | 180            | Mabalacat         |
| Puerto Rico            | Christian Daniel         | 26   | 185            | San Juan          |
| România                | Alexandru Fennisan       | 22   | 182            | Bucharest         |
| Thái Lan               | Krichada Jampakaew       | 22   | 190            | Nakhon Ratchasima |
| Úc                     | Terence Delalande        | 24   | 185            | Canberra          |

### 2016
Mister Universal Ambassador 2016 là cuộc thi Mister Universal Ambassador lần thứ 2 được tổ chức tại Surabaya, Indonesia vào ngày 30 tháng 9 năm 2016. Có 48 thí sinh dự thi, Aleksa Gavrilovic đến từ Serbia đăng quang ngôi vị Mister Universal Ambassador.
Kết quả
| Hạng                                   | Thí sinh |
| -------------------------------------- | --- |
| Mister Universal Ambassador            | - Serbia — Aleksa Gavrilovic |
| Nam vương 2 Mister Asian International | - Việt Nam — Trương Ngọc Tình |
| Nam vương 3 Mister Globe International | - Perú — Jesus Becerra Cerna |
| Á vương 1                              | - Cộng hòa Dominica — Alejandro Martinez |
| Á vương 2                              | - Philippines — Andrea Biondo |
| Top 10                                 | - Algérie — Mazi Mohammed - Brasil — Marcello Henrique Pilotti - Ma Cao — Tan Chuan Qi - Malaysia — Jason Ganesan - Tây Ban Nha — Christian Perez LLorente |
| Top 15                                 | - Azerbaijan — Joseph Jafarly - Indonesia — Eka Hendra Wijaya - Puerto Rico — Eric Manuel Gonzalez - Thuỵ Điển — Alexander D'Rosso - Úc — Rede Carney      |

Các giải thưởng
| Giải thưởng           | Thí sinh                                 |
| --------------------- | ---------------------------------------- |
| Best National Costume | - Myanmar — Thet Paing                   |
| Mister Photogenic     | - Tây Ban Nha — Christian Perez Llorente |
| Best Talent           | - România — Catalin Brinza               |
| Best Catwalk          | - Hàn Quốc — Park Su Min                 |
| Most Promising Model  | - Kyrgyzstan — Aitaliev Nursultan        |
| Hunk of the Universe  | - Colombia — Jose Oswaldo Ramos          |

Các thí sinh
| Quốc gia/vùng lãnh thổ | Thí sinh                |
| ---------------------- | ----------------------- |
| Ai Cập                 | Mustafa Medhat          |
| Anh                    | Pavel Diaz              |
| Albania                | Hhemal Xhyra            |
| Algérie                | Mazi Mohammed           |
| Azerbaijan             | Joseph Jafarli          |
| Ấn Độ                  | Parmeet Wahi            |
| Bangladesh             | Naseef Rahman           |
| Brasil                 | Marcelo Pilotti         |
| Bosna và Hercegovina   | Sinan Subara            |
| Bồ Đào Nha             | Nelson Amado            |
| Bulgaria               | Tomas Atahacnoc         |
| Colombia               | Oswaldo Ramos           |
| Croatia                | Denis Klaic             |
| Cộng hòa Dominica      | Alejandro Martinez      |
| Đan Mạch               | Danni Pederson          |
| Đài Loan               | Chang Kuei Ming         |
| Ecuador                | Stiven Morales          |
| Hà Lan                 | Cas Winters             |
| Hàn Quốc               | Park Su Min             |
| Hoa Kỳ                 | Wu Xing Kai             |
| Hồng Kông              | Pei Zhi Kiang           |
| Hy Lạp                 | Spyros Papakonstantinou |
| Indonesia              | Eka Hendra Wijaya       |
| Kyrgyzstan             | Sengenas Valstis        |
| Liban                  | Keven Martin            |
| Ma Cao                 | Tan Chuan Qi            |
| Malaysia               | Jason Ganesan           |
| México                 | Eduardo Márquez         |
| Moldova                | Dubceac Petru           |
| Montenegro             | Muhamed Berisa          |
| Myanmar                | Thet Paing              |
| Na Uy                  | Ramush Hiseni           |
| Nhật Bản               | Ryo Arizumi             |
| Panama                 | Davis Arguelles         |
| Perú                   | Becerra Cerna           |
| Philippines            | Andrea Biondo           |
| Puerto Rico            | Eric González           |
| România                | Catalin Brinza          |
| Serbia                 | Aleksa Gavrilovic       |
| Singapore              | Goh Kwan Jevin          |
| Sri Lanka              | Udaya Sri               |
| Tây Ban Nha            | Christian Perez         |
| Thuỵ Điển              | Alexander Rosso         |
| Thái Lan               | Krittayot Kanchanadul   |
| Trung Quốc             | Li Jinghao              |
| Ukraina                | Katsidatze Oleksandr    |
| Úc                     | Rede Carney             |
| Việt Nam               | Trương Ngọc Tình        |

### 2017
Mister Universal Ambassador 2017 là cuộc thi Mister Universal Ambassador lần thứ 3 được tổ chức tại Makassar, Indonesia vào ngày 6 tháng 10 năm 2017. Có 19 thí sinh dự thi, Lương Gia Huy đến từ Việt Nam đăng quang ngôi vị Mister Universal Ambassador.
Kết quả
| Hạng                             | Thí sinh |
| -------------------------------- | --- |
| Mister Universal Ambassador 2017 | - Việt Nam — Lương Gia Huy |
| Á vương 1                        | - Philippines — Paul Guarnes |
| Á vương 2                        | - Thụy Điển — Johannes Leonidas |
| Á vương 3                        | - Indonesia — Gilbert Pangalila |
| Á vương 4                        | - Ấn Độ — Rohit Jakhar |
| Top 10                           | - Hungary — Andras Varga - Malaysia — Anas Dzulkefflee - Nicaragua — Elvis Murillo - Thái Lan — Thirawat Madtayaboon - Uzbekistan — Shakboz Makhmudov |

Các giải thưởng
| Giải thưởng           | Thí sinh |
| --------------------- | --- |
| Mr Photogenic         | - Uzbekistan — Shakboz Makhmudov                                                                                       |
| Mr Congeniality       | - Malaysia — Anas Dzulkefflee                                                                                          |
| People Choice's Award | Winner - Philippines — Paul Guarnes 1st Runner-up - Ấn Độ — Rohit Jakhar 2nd Runner-up - Indonesia — Gilbert Pangalila |
| Africa                | - Algérie — Billal Kessy                                                                                               |
| America               | - Nicaragua — Elvis Murillo                                                                                            |
| Asia                  | - Ấn Độ — Rohit Jakhar                                                                                                 |
| Europe                | - Hungary — Andras Varga                                                                                               |
| Oceania               | - Úc — Nathan Howe |

Các thí sinh
| Quốc gia/vùng lãnh thổ | Thí sinh               |
| ---------------------- | ---------------------- |
| Algérie                | Billal Kessy           |
| Ấn Độ                  | Rohit Jakhar           |
| Campuchia              | Ebigie Godwill         |
| Canada                 | Boo Punzalan           |
| Hungary                | Andras Varga           |
| Indonesia              | Gilbert Pangalila      |
| Lào                    | Silivan Xayasane       |
| Malaysia               | Anas Dzulkefflee       |
| Martinique             | Francois Xavier Herard |
| México                 | Erick Bolivar          |
| Nepal                  | Prabesh Jha            |
| Nicaragua              | Elvis Murillo          |
| Philippines            | Paul Guarnes           |
| Tây Ban Nha            | Carlos Marquez Saez    |
| Thái Lan               | Thirawat Madtayaboon   |
| Thụy Điển              | Johannes Leonidas      |
| Uzbekistan             | Shakboz Makhmudov      |
| Úc                     | Nathan Howe            |
| Việt Nam               | Lương Gia Huy          |

### 2018
Mister Universal Ambassador 2018 là cuộc thi Mister Universal Ambassador lần thứ 4 được tổ chức tại Jaipur, Ấn Độ vào ngày 24 tháng 11 năm 2018. Có 19 thí sinh dự thi, George Reylor de Lumen đến từ Philippines đăng quang ngôi vị Mister Universal Ambassador.
Kết quả
| Hạng                             | Thí sinh |
| -------------------------------- | --- |
| Mister Universal Ambassador 2018 | - Philippines — George Reylor de Lumen |
| Á vương 1                        | - Indonesia — Agung Wira Jaya |
| Á vương 2                        | - Thái Lan — Chitsanupong Soeksiri |
| Top 6                            | - Ấn Độ — Amit Om Malik - Malaysia — Liam James Willie - Thụy Điển — Markus Jaghammar                                                                                            |
| Top 12                           | - Brasil — Anthonio Leilson Maia - Campuchia — Chea Kheangchhe - Cộng hòa Dominica — Ricardo Brens - Nepal — Susan Maharjan - Nhật Bản — Hirosuke Ota - Panama — Gabriel Sergeys |

Các giải thưởng
| Giải thưởng           | Thí sinh                                  |
| --------------------- | ----------------------------------------- |
| Best National Costume | - Philippines — George Reylor de Lumen    |
| Best in Talent Show   | - Cộng hòa Dân chủ Congo — Kevin Saliboko |
| Best Body             | - Malaysia — Liam James Willie            |
| Fitness Icon          | - Thụy Điển — Markus Jaghammar            |

Các thí sinh
| Quốc gia/vùng lãnh thổ | Thí sinh                   |
| ---------------------- | -------------------------- |
| Algérie                | Karim Semcha               |
| Ấn Độ                  | Amit Om Malik              |
| Brasil                 | Anthonio Leilson Maia      |
| Campuchia              | Chea Kheangchhe            |
| Cộng hòa Dân chủ Congo | Kevin Saliboko             |
| Cộng hòa Dominica      | Ricardo Brens              |
| Filcom KSA             | Carl Alfred Buenafe Lagana |
| Hoa Kỳ                 | Leivy Ortiz                |
| Indonesia              | Agung Wira Jaya            |
| Kazakhstan             | Zanthleu Dauren            |
| Kyrgyzstan             | Ernisbekov Bekzat          |
| Malaysia               | Liam James Willie          |
| Nepal                  | Susan Maharjan             |
| Nhật Bản               | Hirosuke Ota               |
| Panama                 | Gabriel Sergeys            |
| Philippines            | George Reylor de Lumen     |
| Thái Lan               | Chitsanupong Soeksiri      |
| Thụy Điển              | Markus Jaghammar           |
| Uzbekistan             | Gaynutdinov Islambek       |

### 2019
Mister Universal Ambassador 2019 là cuộc thi Mister Universal Ambassador lần thứ 5 được tổ chức tại Tokyo, Nhật Bản vào ngày 12 tháng 11 năm 2019. Có 14 thí sinh dự thi, Josué Rodríguez đến từ Cộng hòa Dominica đăng quang ngôi vị Mister Universal Ambassador.
Kết quả
| Hạng                             | Thí sinh                                                            |
| -------------------------------- | ------------------------------------------------------------------- |
| Mister Universal Ambassador 2019 | - Cộng hòa Dominica — Josué Rodriguéz                               |
| Á vương 1                        | - Hy Lạp — Andreas Botaitis                                         |
| Á vương 2                        | - Thái Lan — Sakarin Kotcha                                         |
| Á vương 3                        | - Kyrgyzstan — Nasyrtur Gunbaev                                     |
| Á vương 4                        | - Chile — Nelson Caceres                                            |
| Á vương 5                        | - Indonesia — Aditya Sobari                                         |
| Top 9                            | - Guam — Matthew Diaz - Philippines — Joco San Juan - Ý — Luca Dale |

Các giải thưởng
| Giải thưởng                 | Thí sinh                                                |
| --------------------------- | ------------------------------------------------------- |
| Best Body / Swimwear        | - Chile — Nelson Caceres                                |
| Best Catwalk                | - Nhật Bản — Takuya Niidoi                              |
| Best in Formal Wear         | - Nhật Bản — Takuya Niidoi                              |
| Best in Kimono              | - Thái Lan — Sakarin Kotcha                             |
| Best in Social Media        | - Indonesia — Aditya Sobari - Myanmar — Shwe Tayza Aung |
| Best in Traditional Costume | - Nhật Bản — Takuya Niidoi                              |
| Best in Traditional Wear    | - Hy Lạp — Andreas Botaitis                             |
| Best Interview              | - Cộng hòa Dominica — Josué Rodriguéz                   |
| Best Model                  | - Kyrgyzstan — Nasyrtur Gunbaev                         |
| Best Speech                 | - Guam — Matthew Diaz                                   |
| Best Talent                 | - Hàn Quốc — Jang Hogyo                                 |
| Mister Intelegent           | - Úc — Karan Bhatia                                     |
| Mister Friendship           | - Panama — Félix Ruiz                                   |
| Mister Personality          | - Panama — Félix Ruiz                                   |
| Mister Photogenic           | - Thái Lan — Sakarin Kotcha                             |

Các thí sinh
| Quốc gia/vùng lãnh thổ | Thí sinh         |
| ---------------------- | ---------------- |
| Chile                  | Nelson Caceres   |
| Cộng hòa Dominica      | Josué Rodriguéz  |
| Guam                   | Matthew Diaz     |
| Hàn Quốc               | Jang Hogyo       |
| Hy Lạp                 | Andreas Botaitis |
| Indonesia              | Aditya Sobari    |
| Kyrgyzstan             | Nasyrtur Gunbaev |
| Myanmar                | Shwe Tayza Aung  |
| Nhật Bản               | Takuya Niidoi    |
| Panama                 | Félix Ruiz       |
| Philippines            | Joco San Juan    |
| Thái Lan               | Sakarin Kotcha   |
| Úc                     | Karan Bhatia     |
| Ý                      | Luca Dale        |

## Danh sách đại diện Việt Nam
Chú thích màu
- : Nam vương
- : Á vương
- : Top chung kết
- : Top bán chung kết
- : Được giải thưởng đặc biệt

| Năm  | Tên              | Quê quán              | Thứ hạng                                   | Giải thưởng đặc biệt                                                   | T.k.  |
| ---- | ---------------- | --------------------- | ------------------------------------------ | ---------------------------------------------------------------------- | ----- |
| 2016 | Trương Ngọc Tình | Thành phố Hồ Chí Minh | Nam vương 2 - (Mister Asian International) | 2 - - 1st Runner-up Best in National Costume - Top 15 Best in Swimsuit | [ 6 ] |
| 2017 | Lương Gia Huy    | Thừa Thiên Huế        | Mister Universal Ambassador                | 2 - - Top 5 Top Model - Top 5 Best in National Costume                 | [ 7 ] |